# Fidelity Investments
Fidelity Investments Inc., běžně označovaná jako Fidelity, dříve jako Fidelity Management & Research nebo FMR, je americká nadnárodní společnost poskytující finanční služby. Sídlo společnosti je v Bostonu ve státě Massachusetts. Společnost byla založena v roce 1946 a je jedním z největších správců aktiv na světě. Aktiva ve správě k prosinci 2021 dosáhla výše 11,8 bilionu dolarů. Společnost Fidelity Investments provozuje také makléřskou firmu, spravuje rozsáhlou rodinu podílových fondů, poskytuje distribuci fondů a investiční poradenství, penzijní poradenství, indexové fondy, správu majetku, provádění a vypořádání obchodů s cennými papíry, kustodiální správu majetku a životní pojištění.
Společnost je širší veřejnosti známá především díky podílovému fondu Fidelity Magellan Fund. Fond Magellan byl v letech 1977–1990, kdy byl spravován Peterem Lynchem, nejvýnosnějším velkým fondem na světě a koncem 20. století pak i největším podílovým fondem na světě.